# Адлер, Марк
Марк А́длер (англ. Mark Adler, род. 3 апреля 1959, Майами) — американский инженер программного обеспечения и активный участник исследования космоса. Он наиболее известен работой в сфере сжатия данных в качестве автора функции контрольной суммы Adler-32 и соавтора библиотеки zlib и утилиты gzip. Он вносил вклад в Info-ZIP и участвовал в разработке формата изображений PNG. Адлер также был менеджером миссии марсохода «Спирит» в программе Mars Exploration Rover.

## Биография
Адлер родился в Майами и был единственным ребёнком в еврейской семье. Его отец Дэвид Адлер (1921—2006) был управляющим трейлерного парка, мать — Берта Адлер (род. 1927). Адлер получил степени бакалавра по математике и магистра по электротехнике во Флоридском университете в 1981 и 1985 годах соответственно. В 1990 году Адлер получил степень доктора философии по физике в Калифорнийском технологическом институте. В настоящий момент проживает в Ла-Каньяда-Флинтридж с Дианой Ст. Джеймс и двумя детьми — Джошуа и Закари. Диана работает в Калифорнийском технологическом университете и режиссирует театральные представления. Вместе с соавтором Жан-Лу Гайи в 2009 году Адлер получил награду USENIX Software Tools User Group (STUG) за вклад в алгоритмы сжатия данных с открытым исходным кодом.
После получения докторской степени Адлер работал на Hughes Aircraft в группе космоса и коммуникаций (англ. Space and Communications Group), участвуя в различных проектах, включая анализ влияния барстеров на кабели спутников, разработку новых кодов, исправляющих ошибки, проектирование автомобильных антиугонных ключей и исследование методов сжатия цифровых изображений и видео (вейвлетов и MPEG-2).
С 1992 по 1995 год Адлер был ведущим инженером в миссии «Кассини-Гюйгенс». После этого он стал архитектором исследовательских программ Марса в Лаборатории реактивного движения с 1996 по 1998 годы, в результате чего стал нести ответственность за планирование исследовательских миссий с 2001 года и решение внутренних инженерных проблем, возникающих во время полётов и разработки проектов. В 1999 и начале 2000 Адлер был менеджером и главным инженером в проекте Mars Sample Return Mission, в рамках которого планировалось 3 запуска с 2003 по 2005 года для доставки марсианских проб на Землю в 2008 году. Проект был отменён после провала Mars Polar Lander.
В 2003 году Адлер инициировал и провёл трёх с половиной недельное исследование концепта, впоследствии выбранного в качестве миссии для Mars Exploration Rover. Марк Адлер служил в качестве заместителя системного менеджера, исполняющего обязанности инженера, заместителя менеджера ATLO, инженера по выбору места приземления и менеджера миссии «Спирита».
В настоящее время, Марк Адлер — ведущий проекта Low-Density Supersonic Decelerator.

## Хобби
Адлер — частный пилот, сертифицированный аквалангист и актёр домашнего театра.